# Пшецлавиці (Вроцлавський повіт)
Пшецлавиці (пол. Przecławice) — село в Польщі, у гміні Журавіна Вроцлавського повіту Нижньосілезького воєводства.
Населення — 310 осіб (2011).
У 1975-1998 роках село належало до Вроцлавського воєводства.

## Демографія
Демографічна структура станом на 31 березня 2011 року:
|          | Загалом | Допрацездатний вік | Працездатний вік | Постпрацездатний вік |
| -------- | ------- | ------------------ | ---------------- | -------------------- |
| Чоловіки | 167     | 45                 | 109              | 13                   |
| Жінки    | 143     | 27                 | 85               | 31                   |
| Разом    | 310     | 72                 | 194              | 44                   |